# سرود ملی اسرائیل
هاتیکوا یا هاتیکفا (به عبری: הַתִּקְוָה‎، pronounced [hatikˈva]، عربی: الأمل، به معنی امید)، سرود ملی دولت اسرائیل است. مضمون این شعر رمانتیک، بخشی از ادبیات یهودی قرن نوزدهم، منعکس کننده آرزوی ۲۰۰۰ ساله قوم یهود برای بازگشت به سرزمین اسرائیل برای بازپس‌گیری آن به عنوان یک دولت-ملت آزاد و مستقل است. اشعار این قطعه برگرفته از اثری از نفتالی هرتز ایمبر، یک شاعر یهودی اهل زولوچیف، گالیسیا اتریش است. ایمبر نخستین نسخه این شعر را در سال ۱۸۷۷ نوشت، زمانی که یک محقق یهودی در یاش، رومانی میزبان او بود.

## تاریخچه

### متن
متن هتیکوا در سال ۱۸۷۸ توسط نفتالی هرتز ایمبر، شاعر یهودی اهل زولوچیف (لهستانی: Złoczów)، شهری با نام مستعار «شهر شاعران»، در آن زمان در اتریش لهستان، امروزه در اوکراین، نوشته شد. کلام او «لاشوو لئرتز آووتن» (بازگشت به سرزمین نیاکانمان)، آرزویش را بیان می‌کرد.
در سال ۱۸۸۲، ایمبر به فلسطین تحت حاکمیت عثمانی مهاجرت کرد و شعر خود را برای مهاجران اولیه روستاهای یهودی آغازین-ریشون لتسیون، رخووت، گدرا و یسود حماالا خواند. در سال ۱۸۸۷، شموئل کوهن بسیار جوان (۱۷ یا ۱۸ ساله) ساکن ریشون لتسیون با پیشینه موسیقی، پس از مشاهده واکنش‌های احساسی کشاورزان یهودی که شعر را شنیده بودند، شعر را با استفاده از ملودی که از رومانی می‌شناخت و آن را به آهنگ تبدیل کرده‌بود، خواند. اقتباس موسیقایی کوهن مانند یک کاتالیزور عمل کرد و گسترش سریع شعر در سراسر جوامع صهیونیستی فلسطین را تسهیل کرد.
شعر نه بندی ایمبر، "تیکواتنو" ("امید ما")، افکار و احساسات او را پس از تأسیس پتخ تیکوا (عینا "گشایش امید") بیان می‌کند. نخستین کتاب ایمبر در بارکای [ستاره صبح درخشان]، اورشلیم، ۱۸۸۶، منتشر شد و متعاقباً توسط عاشقان صهیون و بعداً توسط جنبش صهیونیستی به عنوان سرود پذیرفته شد.

### تصویب به عنوان سرود ملی اسرائیل
هنگامی که دولت اسرائیل در سال ۱۹۴۸ تأسیس شد، «هاتیکوا» به‌طور غیررسمی به عنوان سرود ملی اعلام شد. این به‌طور رسمی به سرود ملی تبدیل نشد تا اینکه در نوامبر سال ۲۰۰۴، هنگامی که یک نسخه اختصاری و ویرایش شده از آن توسط کنست در اصلاحیه ای به نام قانون پرچم و نشان ملی (که اکنون به قانون پرچم، نشان و سرود ملی تغییر نام داده شده است) تصویب شد.
متن رسمی سرود در بازنگری مدرن خود، تنها مصراع اول و ترانه شعر اصلی را در خود جای داده است. موضوع غالب در بندهای باقی مانده، ایجاد یک ملت مستقل و آزاد در سرزمین اسرائیل است، امیدی که تا حد زیادی با تأسیس دولت اسرائیل تحقق یافته است.

## متن
متن رسمی سرود ملی اسرائیل، تصحیح شده مصراع اول شعر نفتالی هرتز ایمبر است، نه مصراع اصلی آن. متن اصلی این شعر به عبری، نویسه‌گردانی و ترجمه فارسی آن در زیر آورده شده‌اند:
| متن اصلی | نویسه‌گردانی | آوانگاری IPA مدرن | ترجمه فارسی |
| --- | --- | --- | --- |
| כֹּל עוֹד בַּלֵּבָב פְּנִימָה נֶפֶשׁ יְהוּדִי הוֹמִיָּה, וּלְפַאֲתֵי מִזְרָח קָדִימָה עַיִן לְצִיּוֹן צוֹפִיָּה; עוֹד לֹא אָבְדָה תִּקְוָתֵנוּ, הַתִּקְוָה בַּת שְׁנוֹת אַלְפַּיִם לִהְיוֹת עַם חָפְשִׁי בְּאַרְצֵנוּ, אֶרֶץ צִיּוֹן וִירוּשָׁלַיִם. | Kol ‘od balevav penimah Nefesh Yehudi homiyah, Ulfa’ate mizrach kadimah, ‘Ayin leTziyon tzofiyah; ‘Od lo avdah tikvatenu, Hatikvah bat shnot ’alpayim, Lihyot ‘am chofshi be’artzenu, ’Eretz-Tziyon virushalayim. | [kol od balevav penima nefeʃ jehudi homija ulfaʔate mizʁaχ kadima ajin let͡sijon t͡sofija] [od lo avda tikvatenu hatikva bat ʃnot alpajim lihjot am χofʃi beʔaʁt͡senu eʁet͡s t͡sijon viʁuʃalajim] | تا زمانی که از ژرفای قلب، روح یک یهودی هنوز در حسرت و آرزو است، و پیش به سوی «شرق»، چشمی صهیون را می‌نگرد، امیدمان هنوز از دست نرفته، امید دوهزار ساله‌مان، که ملتی آزاد باشیم در سرزمین مادری خود، سرزمین صهیون و اورشلیم. |